# Istralandia
Istralandia je vodeni park u općini Brtonigla u Istarskoj županiji. Otvoren je 2014. godine te je bio prvi vodeni park u Hrvatskoj. Nalazi se na cesti između Novigrada i Nove Vasi, otprilike 5 km od Jadranskog mora. Otvoren je za posjetitelje od kraja svibnja do kraja rujna.
Vodeni park nalazi se na površini od 80.000 četvornih metara od kojih je 4.500 četvornih metara vodenih površina. Uz ostale atrakcije, u sklopu parka nalazi se najveći bazen s umjetnim valovima na Sredozemlju, površine 2.500 četvornih metara, te najviši tobogan u Hrvatskoj, visine 27 metara i ukupne dužine od gotovo 100 metara.

## Nagrade
Park je osvojio posebnu nagradu za poduzetnički projekt godine u kategoriji novih parkova u Europi na 13. dodjeli nagrada za najbolje zabavne parkove koja se održala u Rimu 25. listopada 2014. Također, na Europskom sajmu atrakcija (EAS) 2016. godine, u konkurenciji od 300 europskih vodenih parkova, međunarodni žiri Istralandiju je proglasio petim najboljim europskim vodenim parkom.

## Vanjske poveznice
- Službena stranica